# Simonstorp
Simonstorp is een plaats in de gemeente Norrköping in het landschap Östergötland en de provincie Östergötlands län in Zweden. De plaats heeft 236 inwoners (2005) en een oppervlakte van 51 hectare.

## Verkeer en vervoer
Bij de plaats loopt de Riksväg 55/Riksväg 56.
De plaats heeft een station aan de spoorlijnen Katrineholm - Malmö en Katrineholm - Nässjö.